# Кун Сянсі
Кун Сянсі (кит.: 孔祥熙; 11 вересня 1881, Тайгу, Шаньсі — 16 серпня 1967) — китайський політичний і державний діяч, банкір. Був найбагатшою людиною до-комуністичного Китаю. Нащадок Конфуція у 75-у поколінні.

## Біографія
Кун Сянсі народився 11 вересня 1881 року в повіті Тайгу провінції Шаньсі. Він здобув освіту в коледжі Оберлін і Єльському університеті. Був одним з провідних економістів і найбагатшою людиною Китаю.
Кун Сянсі підтримував Сунь Ятсена і Чан Кайши. Протягом довгого часу займав високі пости в уряді Китайської Республіки. Він був міністром промисловості (1927–1928), міністром промисловості і торгівлі (1928–1931), міністром фінансів (1933–1944) і президентом Центрального банку Китаю (1933–1945). З 1931 року Кун Сянсі став членом Виконавчого комітету Гоміньдану. З 1 січня 1938 року по 11 грудня 1939 року був Головою Виконавчого Юаня Китайської Республіки.
У липні 1944 року Кун Сянсі був главою китайської делегації на Бреттон-Вудській конференції, в ході якої були створені Міжнародний валютний фонд і Міжнародний банк реконструкції та розвитку.
Після поразки гоміньдановської армії у громадянській війні, емігрував до США.
У 1937 році Кун Сянсі і ще два чиновника відвідали Німеччину і були прийняті Гітлером.